# Qassersuaq
Qassersuaq [ˌqaˈsːɜsːuɑq] (nach alter Rechtschreibung K'agsserssuaĸ) ist eine wüst gefallene grönländische Siedlung im Distrikt Upernavik in der Avannaata Kommunia.

## Lage
Qassersuaq befindet sich auf einer schmalen Landspitze auf dem Festland. Damit ist der Ort einer von nur dreien im Distrikt, die auf dem Festland liegen. Sieben Kilometer nordnordwestlich liegt Naajaat.

## Geschichte
Qassersuaq wurde vermutlich im Jahr 1866 als Udsted gegründet. Der Ort war ein guter Jagdplatz, aber Anfang des 20. Jahrhunderts hatten sich die Jagdverhältnisse deutlich verschlechtert und viele Bewohner waren in den Norden gezogen.
1911 wurde Qassersuaq eine eigene Gemeinde innerhalb des Kolonialdistrikts Upernavik. Ihr gehörten noch die Wohnplätze Naajaat, Innaarsuit und Tussaaq an und sie war Teil des 12. Landesratswahlkreises Nordgrönlands.
1918 lebten nur noch 27 Menschen am Udsted, der damit außerordentlich klein war. Diese lebten in drei Häusern. Außerdem gab es eine Udstedsverwalterwohnung, die 1890 als Holzhaus mit Torfmauerfassade gebaut worden war, zwei Zimmer und Küche hatte und bereits sehr verfallen war. Der Laden von 1866 hatte anfangs auch als Wohnhaus für den Udstedsverwalter gedient. Das Speckhaus aus demselben Jahr war ein Torfmauerhaus mit Holzdach, das zu Beginn noch den Laden beherbergte. Die Kapelle war ein Grönländerhaus mit zehn Sitzbänken, einem Taufbecken aus Holz und einem Tisch, der als Altar diente. Neben dem Udstedsverwalter waren in Qassersuaq ein ungelernter Katechet und eine Hebamme tätig.
In der Volkszählung von 1930 taucht Qassersuaq nicht auf und so ist anzunehmen, dass der Ort in den 1920er Jahren aufgegeben worden ist.

## Söhne und Töchter
- Johan Thomasson (1892–1955), Landesrat